# Raslavice
Raslavice este o comună slovacă, aflată în districtul Bardejov din regiunea Prešov. Localitatea se află la altitudinea de 306 m deasupra n.m., se întinde pe o suprafață de 16,46 km2 și în 2017 număra 2.739 de locuitori. Se învecinează cu comuna Demjata.

## Istoric
Localitatea Raslavice este atestată documentar din 1241.

## Demografie
| An:                | 1994 | 2004    | 2014   | 2024   |
| ------------------ | ---- | ------- | ------ | ------ |
| Număr de persoane: | 2307 | 2585    | 2721   | 2802   |
| Diferență:         |      | +12,05% | +5,26% | +2,97% |

| An:                | 2023 | 2024   |
| ------------------ | ---- | ------ |
| Număr de persoane: | 2774 | 2802   |
| Diferență:         |      | +1,00% |